# Peak Performance

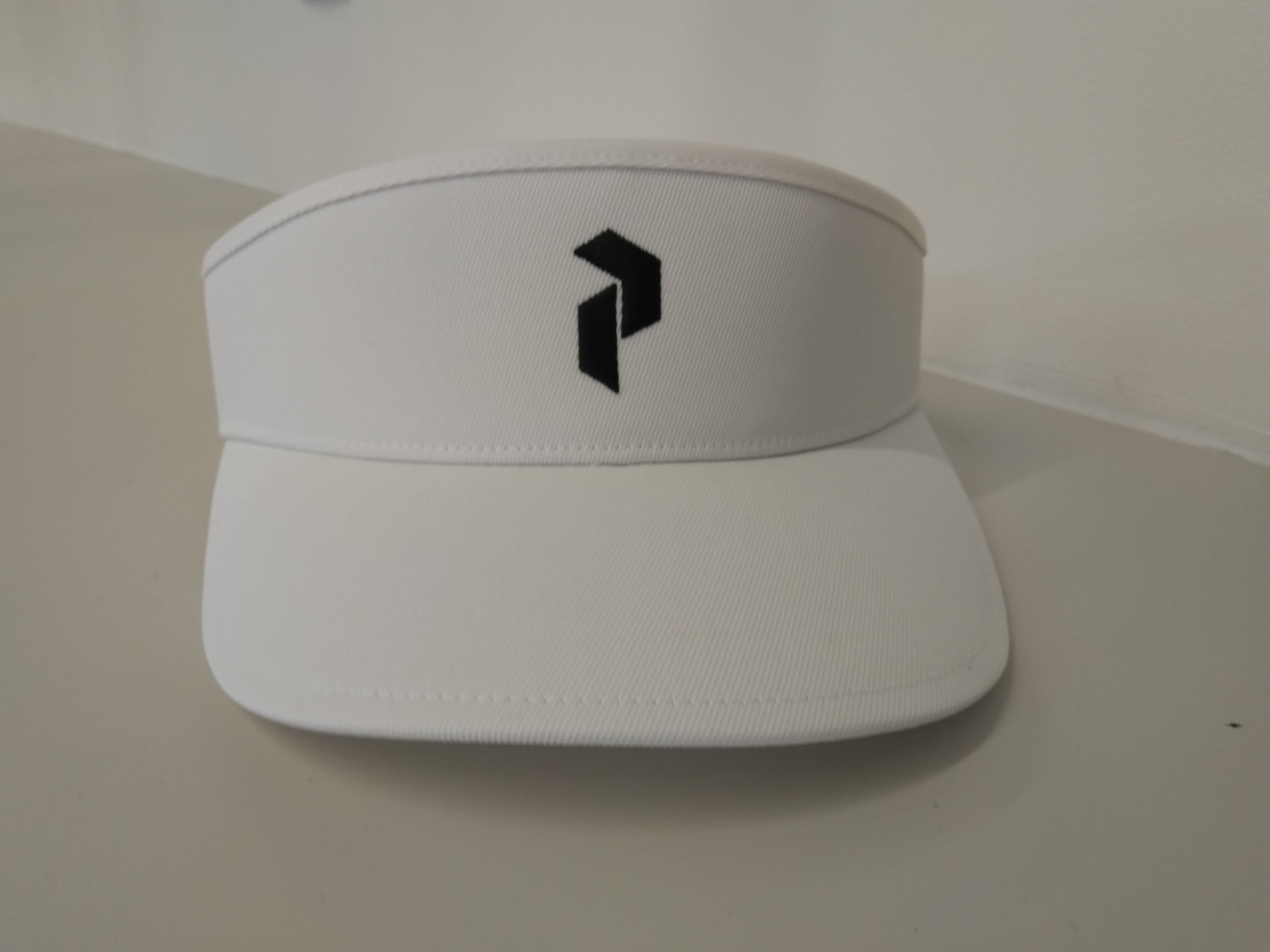

Peak Performance är ett varumärke för kläder som grundades 1986 i Åre av några profiler inom svensk utförsåkning, bland andra Stefan Engström och Peter Blom. Peak Performance är ett av Skandinaviens största klädmärken inom funktionellt sportmode och finns i omkring 20 länder. De tar fram kläder för bland annat skidåkning, golf, träning och friluftsliv samt producerar en casualwear-linje.
År 1998 köptes Peak Performance av det danska företaget Carli Gry International A/S, sedermera en del av IC Group-koncernen. 2018 såldes Peak Performance till Amer Sports. 2019 såldes Amer Sports till ett konsortium lett av kinesiska Anta Sports. 
Sponsring utgör en stor del av Peak Performances marknadsföring och de står bland annat bakom tidernas största skidfilmstävling - VAST Awards by Peak Performance[källa behövs] – samt har skidåkare som Henrik Windstedt och Stina Jakobsson och golfspelare som Europas Solheim Cup-kapten Helen Alfredsson och Fredrik Jacobson i sitt stall.